# Ilkhanat de Perse
1256–1335
Entités précédentes :
- Empire mongol
- Califat de Bagdad

Entités suivantes :
- Jalayirides
- Mozaffarides
- Chupanides
- Indjouïdes
- Eretnides

L'Ilkhanat est un khanat turco-mongol créé en 1256, dirigé par les Ilkhans (ou « Ilkhanides », aussi appelés « Houlagouïdes » ou plus rarement « Houlagides » ; en persan : ایلخانیان, Ilxâniyân ; en mongol : Хүлэгийн улс, Hulagu-yn Ulus), de la maison de Houlagou.

## Histoire

### La conquête de la Perse par les Mongols

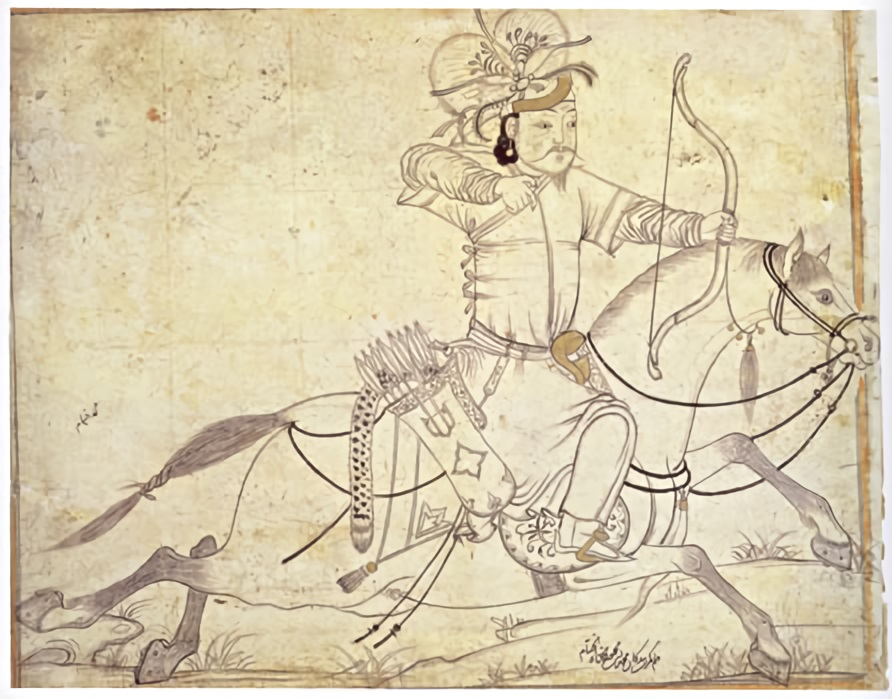
Un archer ilkhanide. Dessin d'époque timouride, XV.

Durant l'hiver 1231, le grand khan Ögedeï, fils de Gengis Khan, lance trois tumens (équivalent de 30 000 hommes), commandés par Tchormaghan Noyan contre le dernier Khwârazm-Shah, Jalal ad-Din. Ils traversent rapidement le Khorassan (au nord-est de la Perse) et marchent sur l’Azerbaïdjan. Jalal ad-Din, affaibli par sa défaite face à une coalition d'autres États musulmans (dont le califat de Bagdad), abandonne Tabriz au printemps et fuit vers le territoire de Moghan et d’Arran, à l’embouchure de la Koura et de l’Araxe, puis à Diyarbakir. Le 15 août, il est assassiné par un paysan kurde. Tchormaghan s’installe avec ses troupes à l’embouchure de la Koura et de l’Araxe d'où il lance des raids contre l'Arménie (1233, 1239).
Le Khorasan est confié à un commandant militaire, Tchingtemur qui met le pays à sac jusqu'à sa mort en 1235. Ögödei nomme à la place un gouverneur civil, l’Ouïghour Körguz qui redresse le pays presque totalement dépeuplé par les massacres de son prédécesseur. Éliminé par les commandants militaires à la mort d'Ögödei, il est remplacé en 1242 par Arghun agha qui continue sa politique. Après la mort de Tchormaghan en 1241, le général Baïdju prend le commandement des troupes mongoles en Iran dans la région de la basse-Koura. Après la bataille de Köse Dağ le 26 juin 1243, les armées mongoles vassalisent le sultanat de Roum.

### Houlagou, le fondateur

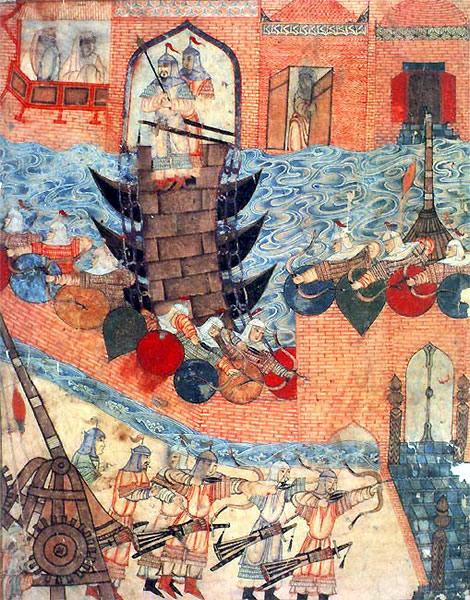
La conquête de Bagdad

En juillet 1251, le qurultay qui porte Möngke à la tête de l'empire mongol décide de constituer un pouvoir central unitaire sur le Khorasan, l’Irak et les régions limitrophes de l’ouest de la Géorgie. Le jeune frère du nouveau grand khan, Houlagou, est nommé à la tête de cet empire, qu’il rejoint à marche lente. Le 2 janvier 1256, il passe l'Amou-Daria pour entrer en Perse. Il reçoit les compliments du sultan de Rum et de l'atabeg du Fars, ainsi que l'hommage de nombreux princes d'Asie occidentale (Irak, Khorasan, Azerbaïdjan, Arran, Chirwan, Géorgie). Le 20 décembre, il prend Alamut, conformément à l’ordre qu’il a reçu de Möngke, et met un terme à la secte nizârite au Mazandéran. Le 21 septembre 1257, Houlagou envoie un émissaire à Bagdad qui demande au calife abbasside Al-Musta'sim, trente-septième de sa dynastie, de reconnaître la suzeraineté mongole. Le prince des croyants, Al-Musta'sim, lui répond que toute attaque contre Bagdad provoquerait la mobilisation de la totalité du monde musulman, des Indes au Maghreb. Houlagou, Baïdju et le naïman Ketboğa marchent alors vers la ville à la fin de l’année 1257. Le calife décide de négocier, et propose à Houlagou de prononcer son nom dans les mosquées et de lui décerner le titre de Sultan. Houlagou opte pour la force. Après une dizaine de jours de siège, Bagdad est prise le 10 février 1258 et mise à sac. Sa population est massacrée et seuls les Chrétiens sont épargnés grâce à l’intercession de la femme du khan, Dokuz Katun, une chrétienne nestorienne. Le dernier vrai calife abbasside, Al-Musta'sim, est exécuté par étouffement le 20 février. Houlagou se rend ensuite vers Hamadan et l’Azerbaïdjan et installe ses résidences à Tabriz et à Maragha, où il utilise les riches pâturages de Moghan et d’Arran pour faire paître ses haras sauvages.
En septembre suivant, Houlagou part pour une campagne en Syrie. Il prend Nusaybin, soumet Édesse et Harran. Alep est prise le 25 janvier 1260, puis toute la Syrie jusqu'à Gaza. L’annonce de la mort du Grand Khan Möngke, son frère, fait refluer Houlagou vers l'Est. Il veut soutenir Kubilai Khan dans sa guerre de succession contre Ariq Boqa. Il doit également renforcer sa frontière du Caucase avec la Horde d'or dont le khan Berké, converti à l'islam, n'a pas apprécié le massacre de Bagdad. Ketboğa, le lieutenant qu'il laisse en Syrie est écrasé par les Mamelouks à la bataille d'Aïn Djalout (en Palestine) le 3 septembre 1260.
Berke conclut une alliance avec le sultan mamelouk Baybars, d’origine Kiptchak, et déclare la guerre au Ilkhan. En novembre 1262, Houlagou lance l'offensive, franchit le passage de Derbent mais est battu par Nogaï sur les bords du Terek et doit se retirer en Azerbaïdjan. Menacé à l’Est par les Djaghataïdes, alors alliés de Berke, Houlagou renonce à la conquête de la Syrie et de l’Égypte.

### Les Ilkhans

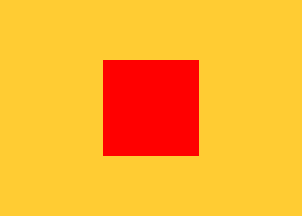
Le drapeau de l'Ilkhanat

Houlagou (petit-fils de Gengis Khan) meurt le 8 février 1265 et son fils Abaqa lui succède. Il vient d'épouser Marie, fille de l’empereur byzantin Michel VIII Paléologue et n’abandonne pas la politique amicale à l’égard des chrétiens, malgré sa préférence pour le bouddhisme. Dès l'année suivante Berke (Khan de la Horde D'Or) passe le passage de Derbent et marche contre l’Iran. Sa mort au passage de la Koura met fin à la campagne. Abaqa lance des raids en Transoxiane (1263). Le khan de Djaghataï Barak attaque la Perse et l’Afghanistan au début de l’année 1270. En mai, il incendie Nishapur et rançonne Hérat, mais il est battu et mis en déroute par Abaqa près de Herat en juillet. Abaqa est battu par les Mamelouks à la bataille d'Elbistan en Anatolie en 1277, puis le 29 octobre 1281 près de Homs par Qala'ûn.
Abaqa meurt à Hamadan le 1er avril 1282. Son frère aîné Tekudar, règne jusqu'en 1284. Il se convertit à l’islam, prend le nom d’Ahmed et le titre de sultan. Il envoie des messagers au sultan mamelouk d’Égypte pour lui faire des propositions de paix. L’empire se divise. Les commandants fidèles au grand khan, pour la plupart bouddhistes et nestoriens, portent plainte auprès de Kubilai Khan car Tekudar désire détacher son pays de l’empire mongol. Kubilai menace le souverain révolté d’une intervention armée. Le fils d’Abaqa, Arghoun, gouverneur du Khorasan prend la tête des mécontents et se révolte. Il marche sur l’Irak et rencontre Tekudar près de Qazvin le 4 mai 1284. L'issue de la bataille est incertaine.
Tekudar est victime d’un complot le 10 août 1284 et Arghoun lui succède. Il tente de s'allier aux chrétiens contre les Mamelouks et les Kiptchak, mais ni le pape Honorius IV, ni le roi de France Philippe IV le Bel ne répondent à ses offres d’alliance. Sous le règne d’Arghoun, l’Empire se relève. À la suite de la centralisation intense, la vie économique prend un nouvel essor. Les paysans retournent dans les villages détruits, et dans les villes l’artisanat et le commerce s’intensifient. Arghoun nomme un médecin d’origine juive Sa`d od-Daoulé gouverneur civil et ministre des finances. Haï par les seigneurs mongols, celui-ci est enlevé et mis à mort par des inconnus, alors qu’Arghoun est gravement malade et meurt le 10 mars 1291.
Les grands seigneurs de l’Empire portent alors sur le trône son frère Ghaykhatou, gouverneur de l’Asie Mineure seldjoukide. Celui-ci nomme lui aussi un civil, Ahmed el-Khâlidi, à la tête des affaires de l’État. Musulman orthodoxe, il attribue des postes d’importance à ses coreligionnaires. Les aristocrates, mécontents des mesures prises par Gaïkhatou et son gouverneur, étranglent l’Ilkhan avec la corde d’un arc, à Maghadan, en mars 1295.
Son cousin Baïdou, cédant à la persuasion, lui succède. Une insurrection éclate dans le Khorasan, essentiellement peuplé de musulmans, dirigée par le fils d’Arghun, Mahmoud Ghazan Khan, sympathisant avec l’Islam et aspirant au trône. Ghazan réussit à gagner par des promesses les seigneurs féodaux soutenant Baïdou. Il prend Tabriz sans coups férir. Baïdou trouve la mort alors qu’il allait se réfugier en Géorgie le 4 octobre.

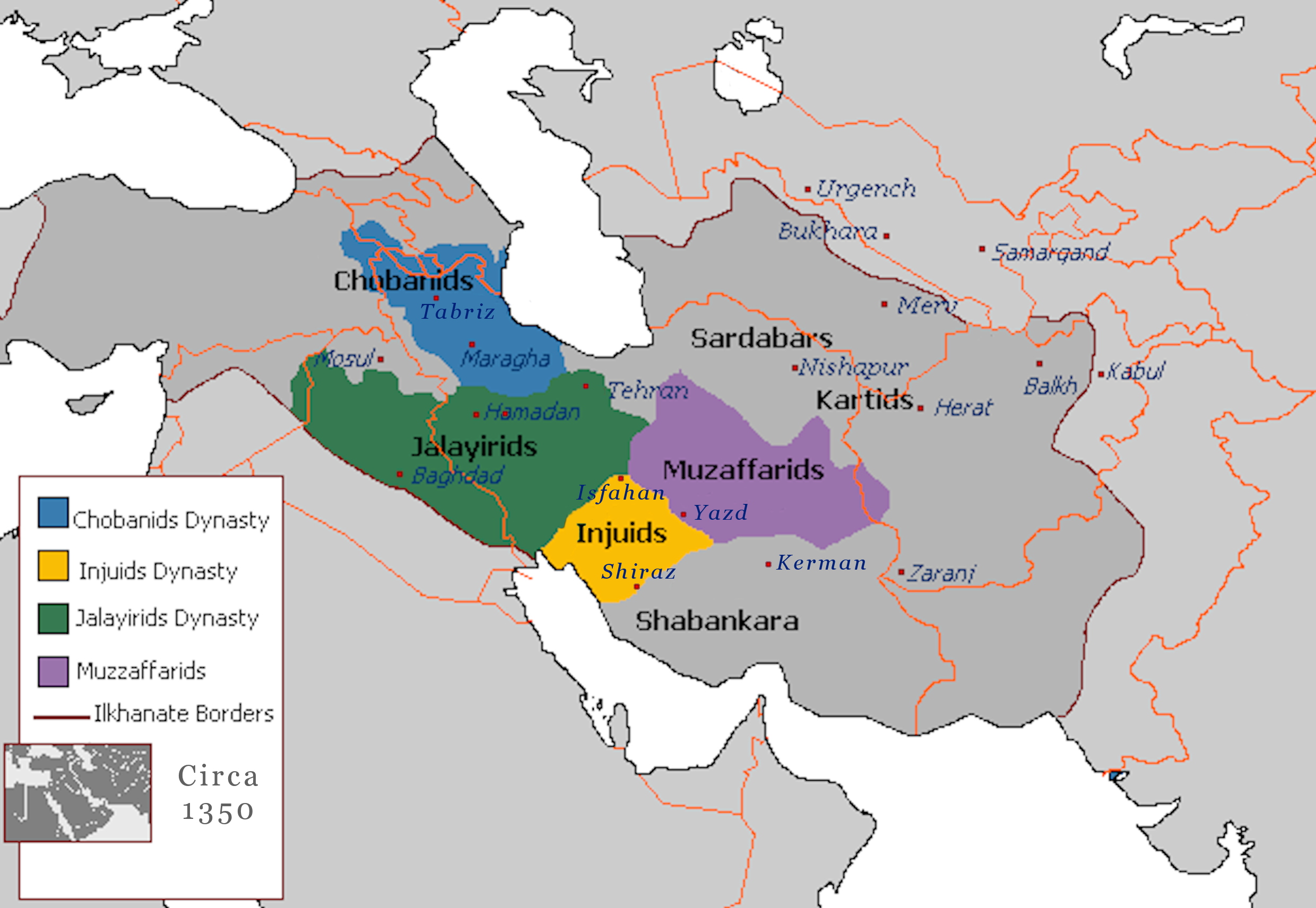
Division de l'empire des Ilkhans à la mort d’Abu Saïd : Jalayirides, Muzaffarides, Chupanides, Injouïdes

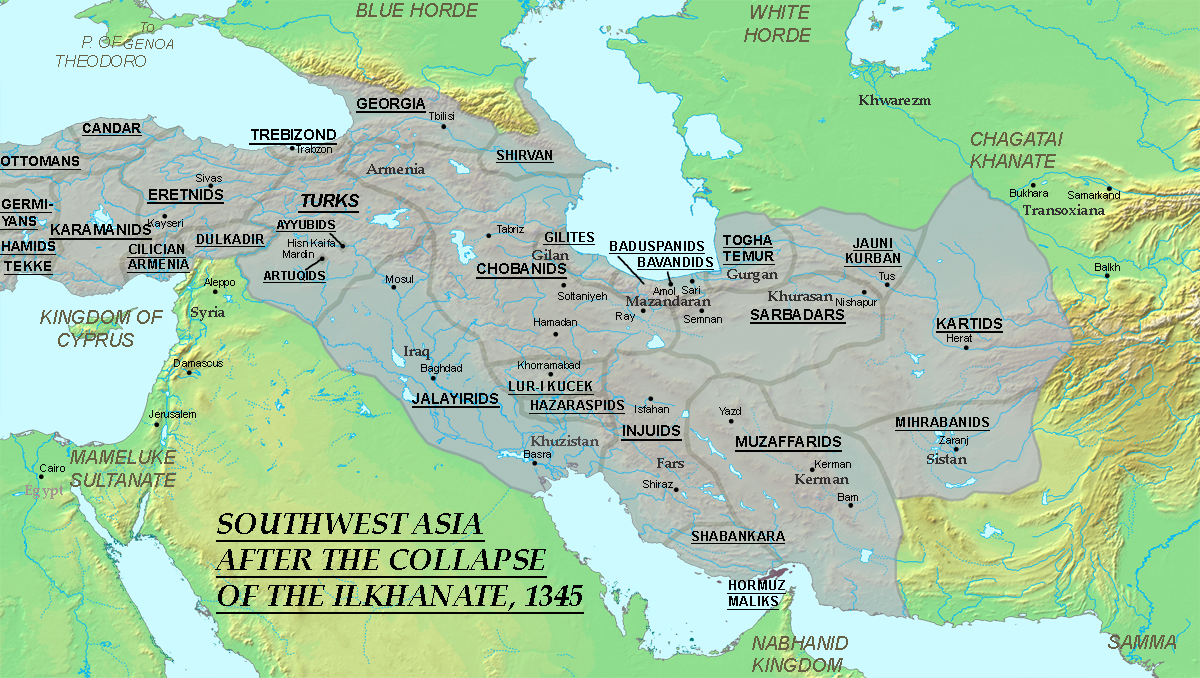
Asie du Sud-Ouest, 1345

Le 9 novembre 1295, Arghun Ghazan est intronisé. Il mène une politique centralisatrice, notamment grâce au ministre Rashid al-Din, renforçant son pouvoir au détriment des droits des féodaux. Une nouvelle tentative de conquête de la Syrie est repoussée par les Mamelouks après la bataille de Marj as-Suffar en 1303.
À la mort de Ghazan en 1304, son frère cadet Oldjaïtou continue sa politique. Le 24 juillet 1305, il commence à faire construire une nouvelle capitale, Soltaniyeh, achevée en 1306. Le dôme de Soltaniyeh en est une des édifices les plus remarquables. L'empire est alors à son apogée. Les Mongols adoptent le mode de vie des Iraniens mais perdent la technique militaire et la discipline de guerre qui leur permettaient de maintenir un pouvoir central fort.
À l’âge de douze ans, Abu Saïd succède à son père Oldjaïtou après sa mort en décembre 1316. Chupan, le plus puissant des féodaux, impose son autorité pendant dix ans. Le 13 juillet 1318, le ministre Rashid al-Din est mis à mort par ses adversaires. Le pays sombre dans l’anarchie féodale. Abu Saïd réussit, avec l’aide de ses fidèles, à démettre le puissant Chupan de ses fonctions en 1327.
À sa mort le 30 novembre 1335, le khanat d’Iran se disloque. Les princes mongols conservent l’ouest du pays, mais à l’est ce sont des dynasties iraniennes qui les remplacent (comme la maison afghane des Kert).

## Liste des khans mongols de Perse
- 1256-1265 : Houlagou, fils de Tolui et petit-fils de Gengis Khan
- 1265-1282 : Abaqa, fils de Houlagou
- 1282-1284 : Teküder, fils de Houlagou
- 1284-1291 : Arghoun, fils d'Abaqa
- 1291-1295 : Ghaykhatou, fils d'Abaqa
- 1295 : Baïdou, fils de Taragay et petit-fils de Houlagou
- 1295-1304 : Mahmud Ghazan, fils d'Arghoun
- 1304-1316 : Oldjaïtou, fils d'Arghoun
- 1316-1335 : Abu Saïd Bahadur, fils d'Oldjaïtou
- 1335-1336 : Arpa Ka'on, fils de Sosa, un descendant d'Ariq Boqa, le frère de Houlagou
- 1336 : Musa (en), fils d'Ali et petit-fils de Baïdou (soutenu par les Tchoupanides)
- 1336-1338 : Muhammad Khan (en), fils de Yul Qutlug, un descendant de Houlagou (soutenu par les Jalayrides et les Mamelouks)
- 1338-1339 : Togha Temür, un descendant de Jöchi Khasar, le frère de Gengis Khan (soutenu par les Jalayrides, règne sur le Khorasan jusqu'en 1353)
- 1338-1339 : Sati Beg, fille d'Oldjaïtou, épouse de Chupan, puis d'Arpa Ka'on, puis de Sulayman
- 1339-1344 : Sulayman, fils de Yusuf, un descendant de Houlagou (soutenu par les Chupanides)
- 1339-1340 : Jahan Temür, fils d'Alafrang et petit-fils de Ghaykhatou (soutenu par les Jalayrides)
- 1344-1353 : Adil Anushirwan, fantoche (imposteur) manipulé par le Chupanide Malek Achraf
- 1353-1388 : Luqman, fils de Togha Temür, règne à Astrabad

### Arbre généalogique
Les numéros sont ceux de l'ordre de succession.
- Yesügei (mort en 1171)
  - Gengis Khan (vers 1162-1227)
    - Tolui (vers 1192-1232) ép. Sorgaqtani
      - (1) Houlagou (vers 1218-1265) ép. Doqouz Khatoun
        - (2) Abaqa (vers 1234-1282)
          - (4) Arghoun (vers 1258-1291)
            - (7) Mahmud Ghazan (1271-1304)
            - (8) Oldjaïtou (1280-1316)
              - (9) Abu Saïd Bahadur (1305-1335)
              - Dowlandî Khatun (morte en 1314) ép. Chupan
              - Sati Beg (morte en 1345) ép. Chupan puis Arpa Ka'on puis Sulayman

            - (5) Ghaykhatou (mort en 1295)
              - Alafrang
                - (16) Jahan Temür

            - Yol Kutlul
              - (12) Muhammad (mort en 1338)

            - X
              - (15) Sulayman

        - (3) Teküder (mort en 1284)
        - Taraghay
          - (6) Baïdou (mort en 1295)
            - Ali
              - (11) Musa (en)

      - Ariq Boqa (mort en 1266)
        - Malik Temür
          - Mingoan
            - Susa
              - (10) Arpa Ka'on (mort en 1336)

  - Jöchi Khasar
    - …
      - (13) Togha Temür
        - (17) Luqman

## Institutions
Hülegu préserve les dynasties traditionnelles des régions placées sous son contrôle. Les dirigeants locaux qui s'engagent à payer l'impôt peuvent garder un statut semi-autonome comme par exemple les atabegs du Fars. Ces dynasties nouent des mariages avec la famille royale mongole ou servent au sein du kheshig de l'ilkhan afin d'accroitre l'influence de leur famille. La tente du souverain et son keshig constituent le cœur administratif de l'État et sont décrits comme « une grande ville en marche ». Les bonnes relations entre les princes mongols et les dirigeants perses garantissent un bon fonctionnement du gouvernement. La structure et les institutions de l'Ilkhanat reprennent d'abord celles de l'Empire mongol, avec des fonctionnaires publics similaires comme le darugachi, puis intègre les institutions locales à ce système afin de créer une gouvernance mixte.
D'après le Dastur al-katib rédigé par Muhammad ibn Hendushah Nakhjavani (en) au XIVe siècle, ce système administratif reprend le prototype gouvernemental mixte établi par Möngke. La structure administrative se divise en deux groupes de fonctionnaires, d'une part les émirs mongols, d'une autre les chanceliers et divan. Les deux piliers de l'État sont l'ulus amir chez les émirs mongols, chargé de diriger les officiers militaires, et le sahib-divan, chancelier chargé des affaires financières et civiles. Ces deux fonctionnaires portent également des titres mongols comme ceux du darughachi, basqaq et shahna. Ils supervisent également les affaires courantes des dynasties semi-autonomes. Ce système mixte permet d'intégrer efficacement les élites persanes à la souveraineté mongole.